# Farah Pahlavi
Farah Pahlavi (em persa: فرح پهلوی, nascida Farah Diba) (Teerão, 14 de outubro de 1938) é viúva do último Xá do Irã, Mohammad Reza Pahlavi, e foi a Shahbanu (imperatriz consorte) do Irã de 1959 a 1979. Ela nasceu em uma família próspera cujas fortunas diminuíram após a morte prematura de seu pai. Enquanto estudava arquitetura em Paris, França, ela foi apresentada ao Xá na embaixada iraniana, e eles se casaram em dezembro de 1959. Os dois primeiros casamentos do Xá não produziram um filho — necessário para a sucessão real — resultando em grande alegria com o nascimento do príncipe herdeiro Reza em outubro do ano seguinte. Diba estava então livre para perseguir outros interesses além dos deveres domésticos, embora não tivesse permissão para um papel político. Trabalhou para muitas instituições de caridade e fundou a primeira universidade de estilo americano do Irã, permitindo que mais mulheres se tornassem estudantes no país. Ela também facilitou a compra de antiguidades iranianas de museus no exterior.
Em 1978, a crescente agitação anti-imperialista alimentada pelo comunismo, socialismo e islamismo em todo o Irã mostrava sinais claros de uma revolução iminente, levando Shahbanu e o Xá a deixar o país em janeiro de 1979 sob a ameaça de uma sentença de morte. Por esse motivo, a maioria dos países relutou em abrigá-los, com o Egito de Anwar Al Sadat sendo uma exceção. Enfrentando a execução caso retornasse, e com problemas de saúde, o Xá morreu no exílio em julho de 1980. Na viuvez, Diba continuou seu trabalho de caridade, dividindo seu tempo entre Washington, D.C. nos Estados Unidos e Paris, França.

## Nascimento e casamento
Nasceu em Teerão, única filha de Sohrab Diba e Farideh Diba. Seu pai era um militar cuja família era originária do Azerbaijão iraniano. Ele faleceu quando ela ainda era criança. Sua mãe supervisionou sua educação: Farah estudou na escola francesa de Terã e na École Spéciale d'Architecture, em Paris, onde foi aluna de Albert Besson. Enquanto estudante, foi apresentada ao Xá Mohammed Reza Pahlavi pelo então genro do mesmo, Ardeshir Zahedi. Após algum tempo, o Xá a pediu em casamento, e os dois contraíram núpcias em 21 de dezembro de 1959. Com o Xá, Farah deu à luz quatro filhos:
- Reza Cyrus Pahlavi (30 de outubro de 1960)
- Farahnaz Pahlavi (12 de março de 1963)
- Ali Reza Pahlavi (28 de abril de 1966 – 4 de janeiro de 2011)
- Leila Pahlavi (27 de março de 1970 – 10 de junho de 2001)

## Participação social e social

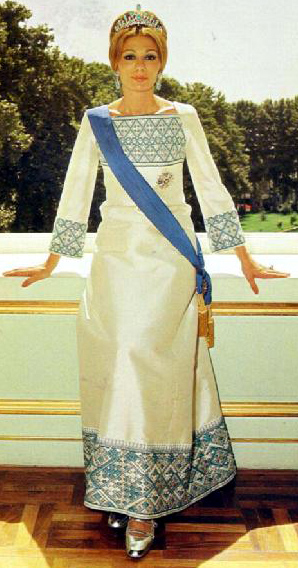
Farah Diba, durante a visita do presidente dos Estados Unidos, Richard Nixon, em 30 de Maio de 1972

A imperatriz participou de questões culturais e de bem-estar social que interessavam ao xá e criou seu próprio círculo de patrocínio e influência. Ela foi patrocinadora do Festival Internacional de Shiraz. Farah, em geral, não estava envolvida na corrupção e nas ações repressivas da corte imperial, mas sua família tinha ampla representação em instituições culturais, caso do primo da imperatriz, Reza Qotbi, que foi nomeado diretor da rádio-televisão nacional iraniana.

Ele apoiou fortemente a política de modernização do xá, chamada de "Revolução Branca": expropriação de grandes propriedades, sufrágio feminino, ocidentalização e assim por diante. Embora essas reformas acabassem não atingindo mais que uma pequena parcela da população, a política econômica ligada ao petróleo favoreceu o enriquecimento excessivo da classe ligada ao poder e o empobrecimento de amplas camadas da população.

## Revolução e exílio
Após a revolução iraniana de 1979, ela acompanhou o marido no exílio, até que ele morresse, em 27 de julho de 1980. Farah atualmente reside em Connecticut, Estados Unidos e em Paris, França.
Farah Pahlavi recentemente lançou um livro sobre seu casamento com o Xá, cujo título em inglês é An Enduring Love: My Life with the Shah- A Memoir.